# Jaroslav II av Kiev
Jaroslav II av Kiev, född okänt år, död 1180, var en monark (storfurste) av Kiev mellan 1174 och 1175 och 1180. 